# Laura Erber
Laura Erber (Rio de Janeiro, 1979) é uma escritora, artista e pesquisadora brasileira radicada na Holanda. É Graduada em Letras pela Universidade do Estado do Rio de Janeiro (UERJ), Mestre e Doutora em Letras pela Pontifícia Universidade Católica do Rio de Janeiro (PUC-Rio). Seus trabalhos renegociam as relações entre diferentes linguagens (desenho, filme, fotografia, poesia, prosa). Atualmente é Coordenadora do Programa Pós-Doutoral do Instituto Internacional para Estudos Asiáticos (IIAS) sediado na Universidade de Leiden.
Entre 2012 e 2019 foi professora adjunta do Departamento de Teoria do Teatro da UNIRIO. Foi Professora Visitante na Universidade de Copenhague, da Universidade Católica Portuguesa, e do departamento de Artes da Universidade Federal de Minas Gerais, UFMG. Atualmente vive e trabalha na Holanda.

## Livros
Entre outros livros, é autora de Os corpos e os dias (Editora de Cultura, 2008 – finalista do Prêmio Jabuti na categoria Poesia em 2009), Ghérasim Luca (EdUERJ, 2012), Esquilos de Pavlov (Alfaguara, 2013 – finalista nos Prêmios Jabuti e São Paulo de Literatura na categoria Romance em 2014), A retornada (Relicário, 2017), O artista improdutivo (Âyiné, 2022) e As palavras trocadas (Âyiné, 2023). Sua escrita figura em relevantes veículos literários brasileiros e estrangeiros, tais como: Blog do IMS, Folha de S.Paulo, Revista Cult, Revista Serrote, Suplemento Pernambuco, ZUM, Words Without Borders e integra a antologia “The best of Young Brazilian novelists” da revista inglesa Granta (n. 121, 2012). Desde 2014 elabora livros voltados ao público infantil, tais como: Nadinha de nada (Companhia das Letrinhas, 2016), O método de Pepe Chevette (Biruta, 2021) e Eu protesto! (GLAC, 2023).

## Artes
Seus trabalhos foram exibidos em museus e centros de arte tais como Centre Pompidou (França); IASPIS International Programme for Visual and Applied Arts (Suécia); Jeu de Paume (França); La Maison Européenne de la Photograpie (França); Le Fonds Régional d’Art Contemporain Île-de-France (França); Moscow Museum of Modern Art (Rússia); Centro Cultural Banco do Brasil (Brasil); Museu de Arte Moderna do Rio de Janeiro (Brasil); Oi Futuro (Brasil). Foi bolsista na Akademie Schloss Solitude (Alemanha); Danish Arts Council (Dinamarca); Institute of Advanced Studies at the Central European University (Hungria); Le Fresnoy Studio National des Arts Contemporains (França); Proyecto Batiscafo - Triangle Network (Cuba); Vlaanderen Pen Center (Antuérpia). Realizou exposições individuais no Centre International d’Art du Paysage Île de Vassivière (França); Fundació Miró (Barcelona); Grand Palais de Paris (França), Skive Ny Kunstmuseum (Dinamarca); Centro Cultural Banco do Brasil (Brasil); Galeria Novembro de Arte Contemporânea (Brasil); Museu de Arte Moderna do Rio de Janeiro (Brasil). A partir de 2015 Erber passou a se dedicar mais à literatura, privilegiando a produção de desenho.